# Ночное пламя
«Ночное пламя» (англ. Fire In The Night) — драма, сочетающая в себе в равных частях боевые искусства и феминистские нравы.

## Сюжет
Мускулистая Терри (Грациелла Касилльяс) постоянно преследуется богатым и противным Майком (Патрик Сент-Эсприт) — от неё он хочет секса и супружества. Однажды Майк почти изнасиловал Терри, которую спасло лишь вмешательство её старого друга Джейсона (Джон Мартин). Тем временем Майк стал оказывать давление на её отца, мешая ему в бизнесе, что делает ситуацию ещё более отчаянной. Поэтому Терри вызывает Майка, чемпиона по карате, на состязание. Они будут драться и если она сможет сбросить его в реку, то её отец сохраняет свой бизнес, а её саму Майк оставляет в покое. Если же она проигрывает, то Майк проводит с ней ночь. Конечно, у Терри есть только шесть недель, чтобы научиться защищаться, но удача сопутствует ей — недавно в город прибыл инструктор по филиппинским боевым искусствам.

## В ролях
- Джон Мартин — Джейсон Уильямс
- Patrick St. Esprit — Майк Свенсон
- Muni Zano — Маноло Кальба
- Graciella Casillas — Терри Коллинз
- E.J. Peaker — Мэри Свенсон
- Петер Генри Шредер — Роберт Свенсон
- Ron Leath — Билл Коллинз
- Жаклин Мэш — Элейн Коллинз
- Марк Стюарт Лэйн — Фред Дженкс
- Робин Эванс — Кэти
- Терри Баллард — шериф
- Burt Ward — Пол
- Сьюзан Шредер — блондинка
- Бадди Рейес — инструктор по кунг-фу
- Том Тэнжен — шеф